# Jaloa
Jaloa was een restaurant in Brussel met van 2012 tot 2014 een Michelinster.

## Geschiedenis
Jaloa opende zijn deuren in 2010 als Jaloa Gastronomique ter onderscheiding van zijn al eerder begonnen, niet ver afgelegen La Brasserie du Jaloa. De chef Gaëtan Collin begon een restaurant aan het Brusselse Oud Korenhuis; daarna verhuisde hij naar het Sint-Katelijneplein in de restaurantwijk van Brussel waar hij zijn brasserie begon. In 2010 besloot hij zijn gastronomische restaurant te beginnen terwijl hij zijn brasserie aanhield. In november 2011 kreeg hij zijn eerste Michelinster in de gids voor 2012; in de gids voor 2014 verloor het deze ster.
In 2011 vertegenwoordigde hij België voor de prestigieuze Bocuse d'Or waarbij hij de finale bereikte. Hij is Maître-cuisinier de Belgique en Jeune restaurateur d'Europe. In 2012 opende hij zijn derde restaurant: D'Oude Pastorie in Kraainem.
GaultMillau riep hem in 2011 uit tot Jonge topchef voor Brussel en omstreken en waardeerde zijn keuken met 16 op 20; sinds 2015 wordt het restaurant niet meer in die gids vermeld daar het restaurant op 1 oktober 2014 zijn deuren sloot aan de Schuitenkaai in afwachting van heropening elders. Begin 2017 opende hij met zijn broer Maxime Collin een restaurant-hotel in het Spaanse Tortosa.
De maître-sommelier was Vincent Van Bockstael, eerder als zodanig werkzaam bij het eveneens Brusselse en besterde restaurant Alexandre.